# Беквил (Тексас)
Беквил (енгл. Beckville) град је у америчкој савезној држави Тексас. По попису становништва из 2010. у њему је живело 847 становника.

## Демографија
Према попису становништва из 2010. у граду је живело 847 становника, што је 95 (12,6%) становника више него 2000. године.
| Група             | 2000.       | 2010.       |
| Белци             | 440 (58,5%) | 506 (59,7%) |
| Афроамериканци    | 239 (31,8%) | 202 (23,8%) |
| Азијати           | 0 (0,0%)    | 1 (0,1%)    |
| Хиспаноамериканци | 61 (8,1%)   | 117 (13,8%) |
| Укупно            | 752         | 847         |